# Yamacraw

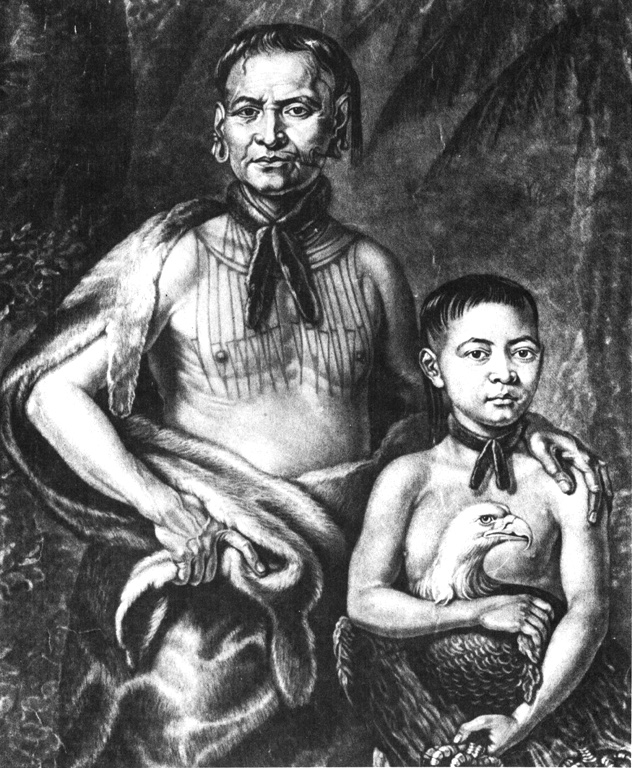
Tomochichi, Häuptling der Yamacraw mit seinem Neffen Toonahowi

Die Yamacraw waren ein Stamm nordamerikanischer Ureinwohner, die nach dem Yamasee-Krieg um 1730 aus einer Verbindung zwischen einigen ehemaligen Yamasee- und Creek-Indianer entstanden ist. Möglicherweise lebte die Gruppe der Yamasee in den Jahren zwischen dem Krieg und der Entstehung der Yamacraw mit den Apalachicola. Die Herkunft des Namens ist ungesichert, eine Erklärung bietet die Anlehnung an die Missionsstation Nombre de Dios de Amacarisse im ehemaligen Siedlungsgebiet der spanischen Kolonie Florida.
Das Siedlungsgebiet der Yamacraw liegt in der Umgebung der heutigen Stadt Savannah in der damals neu entstandenen Kolonie Georgia im Südosten der Vereinigten Staaten, mit deren Siedlern die Indianer in ausgesprochener Freundschaft zusammenlebten. Es wird davon ausgegangen, dass der Stamm sich letztlich mit den Creek verbündet hat und später nach Florida zog.
Der Stamm spielte eine Rolle in der Entwicklung Georgias, von besonderer Bedeutung war hierbei der Chief Tomochichi, ein gebürtiger Creek, der eng mit den Siedlern zusammenarbeitete. Er war Begleiter des Gouverneurs James Edward Oglethorpe auf einer Reise nach England und gilt als Freund der Kolonie Georgias.
Heute erinnern verschiedene geographische Punkte, Schulen, Schiffe der U. S. Navy und eine Ortschaft Yamacraw in North Carolina an die Yamacraw und ihren Anführer, ihre Geschichte und Bedeutung ist Teil der nationalen Gedenkstätte Ford Frederica National Monument.